# Manal aš-Šaríf
Manal aš-Šaríf (* 25. dubna 1979, Mekka) je saúdskoarabská aktivistka. Známá se stala v roce 2011 díky kampani Women2Drive, jejímž cílem bylo umožnit ženám v Saúdské Arábii řídit auto. Řada žen během ní porušila zákaz řízení a zveřejnila na internetu videozáznamy, které to dokládaly. Manal pak kvůli tomu byla dvakrát zadržena, a stala se tak symbolem boje za ženská práva.
V roce 2017 bylo nařízením krále Salmána řízení aut ženám v Saúdské Arábii povoleno.

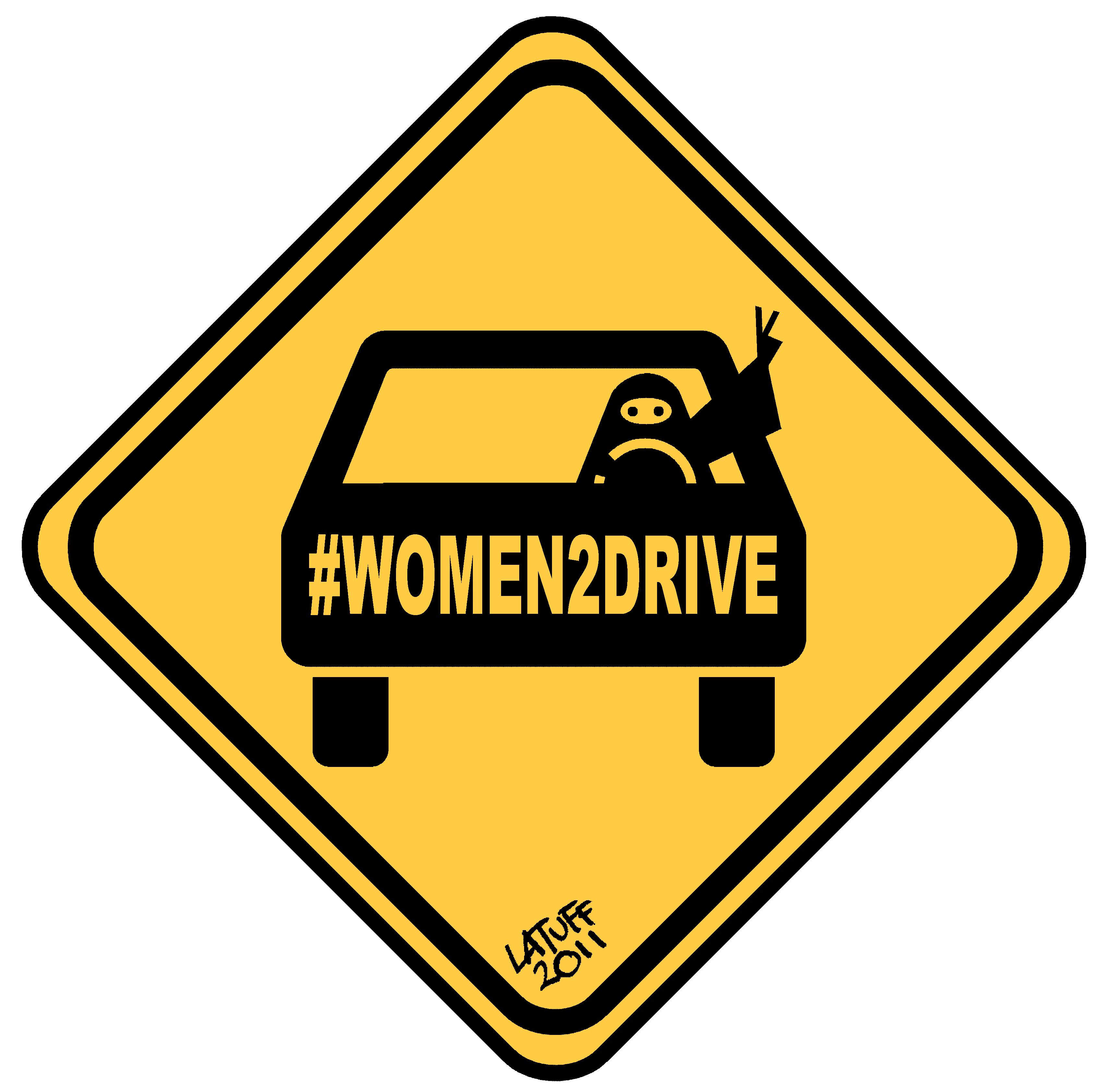
„Návrh nové saúdskoarabské dopravní značky" z pera Carlose Latuffa

## Ocenění
V roce 2012 časopis Time zahrnul Manal aš-Šaríf mezi 100 nejvlivnějších osobností roku. Téhož roku také získala Cenu Václava Havla za kreativní disent.